# Benalúa de las Villas
Benalúa de las Villas és un municipi andalús de la província de Granada poblat des de l'època dels ibers, per la seva ubicació estratègica entre Granada i Jaén.